# Blindia dalatensis
Blindia dalatensis là một loài rêu trong họ Seligeriaceae. Loài này được Tixier mô tả khoa học đầu tiên năm 1974.